# Sant Romà de Sant Feliu de Buixalleu
Sant Romà de Sant Feliu de Buixalleu és una capella de Sant Feliu de Buixalleu (Selva) protegida com a Bé Cultural d'Interès Local.

## Descripció
Capella situada en un terreny alçat, als afores del petit nucli urbà, però dins el terme de Sant Feliu de Buixalleu.
L'edifici consta d'una nau rectangular, amb capçalera poligonal, cobert per una teulada a doble vessant, i amb un campanar d'espadanya a la part posterior, i una àmplia porxada a la part frontal, coronada per una creu.
Les façanes laterals, tenen una obertura triple de finestres quadrades, amb llinda, brancals i ampit de granit. També hi ha una finestra estreta en arc de mig punt, amb arc, brancals i ampit de pedra de granit. Dos contraforts reforcen la capella. A la capçalera tres finestres en arc de mig punt, amb brancals, llinda i ampit de pedra. Les façanes estan arrebossades però deixen veure el treball de maçoneria. La façana principal, està enguixada, excepte la llinda monolítica i els brancals de carreus de pedra, de la porta d'entrada, que està coronada per un arc de mitra, que podria simbolitzar la trinitat.

## Història
Antiga capella fins fa uns anys en ruïnes i totalment reconstruïda. S'hi celebra missa anual el dia de Sant Romà.